# ساختمان نیویورک لایف (کانزاس سیتی)

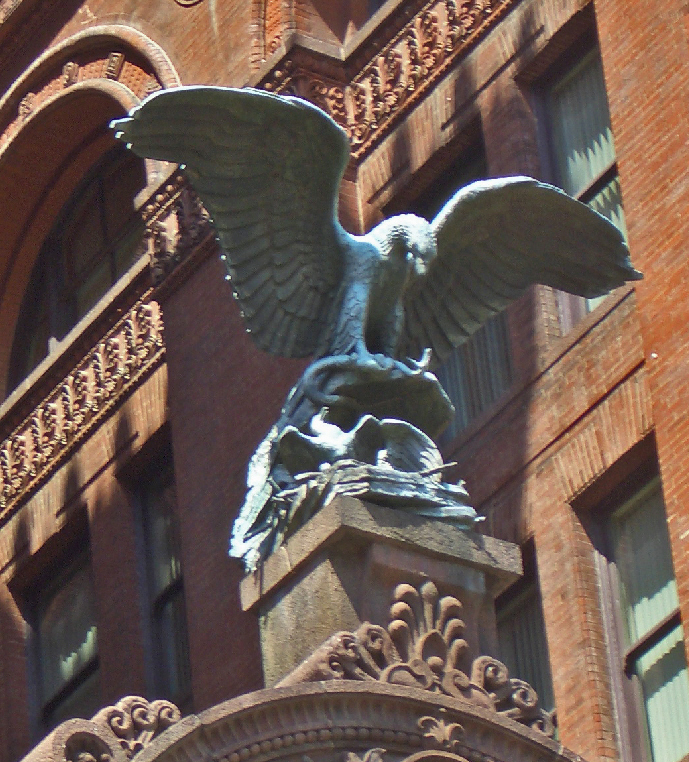

ساختمان نیویورک لایف (به انگلیسی: New York Life Building) نام یک بنای قدیمی در شهر کانزاس سیتی در ایالت میزوری در آمریکا است.
این ساختمان در سال ۱۲۶۷ هجری خورشیدی (۱۸۸۸ میلادی) ساخته گردید، و با ۱۲ طبقه و ۵ آسانسور ۵۵ متر ارتفاع دارد.
این بنا امروزه در ثبت اماکن تاریخی ملی آمریکا قرار دارد.
معماران این بنا چارلز مک‌کیم و ویلیام رادرفورد مید و استنفورد وایت بودند.

## نگارخانه

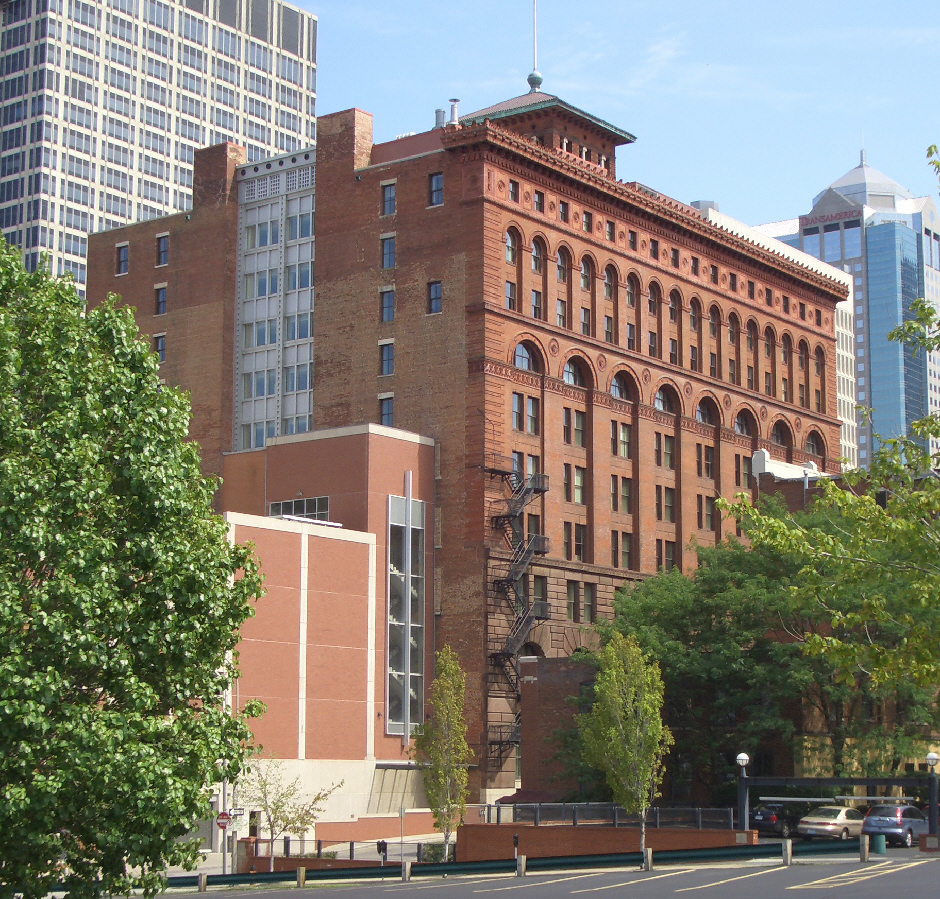